# Complex Networks
Complex Networks es una empresa estadounidense de medios de comunicación y entretenimiento para la cultura juvenil, con sede en la ciudad de Nueva York. El diseñador de moda Marc (Ecko) Milecofsky  fundó Complex como una revista bimensual. Complex Networks informa sobre las tendencias populares y emergentes en materia de estilo, zapatillas, comida, música, deportes y cultura popular. Complex Networks llegó a más de 90 millones de usuarios únicos por mes en 2013 en sus propios sitios operados y asociados, redes sociales y canales de YouTube. La revista impresa dejó de publicarse con el número de diciembre de 2016/enero de 2017. Complex tiene actualmente 4.55 millones de suscriptores y 1.3 mil millones de visitas totales en YouTube. A partir de 2019, los ingresos anuales de la empresa se estimaron en $ 200 millones de dólares, el 15% de los cuales provino del comercio.
Complex Networks ha sido nombrada por Business Insider como una de las empresas emergentes más valiosas de Nueva York, y las empresas privadas más valiosas del mundo. El CEO de Complex Networks, Rich Antoniello, fue nombrado entre los Silicon Alley 100. En 2012, la empresa lanzó Complex TV, una plataforma de transmisión en línea; en 2016, se convirtió en una filial conjunta de Verizon y Hearst. En 2021 se convirtió en subsidiaria de BuzzFeed.